# マジック:ザ・ギャザリング 燃え尽きぬ炎
『マジック:ザ・ギャザリング 燃え尽きぬ炎』（マジック:ザ・ギャザリング もえつきぬほのお）は、日森よしの漫画、村山吉隆脚本、ウィザーズ・オブ・ザ・コースト原作による日本の漫画作品。アスキー・メディアワークスの『電撃マ王』にて2010年4月号から2011年6月号まで連載された。単行本は全2巻。

## 概要
ウィザーズ・オブ・ザ・コーストのトレーディングカードゲーム『マジック:ザ・ギャザリング』を題材としており、ウィザーズ社が出版する小説『The Purifying Fire』（日本語未訳）がベースとなっている。しかし、日本での漫画化に際し大幅な修正が加えられており、例えば主人公のチャンドラ・ナラーも設定年齢が低くなり、外見も日本漫画的な可愛いものへと変更されている。そのため、小説とはかなりのギャップがある。

## 書誌情報
- 日森よしの漫画、村山吉隆脚本、ウィザーズ・オブ・ザ・コースト原作『マジック:ザ・ギャザリング 燃え尽きぬ炎』アスキー・メディアワークス〈電撃コミックス〉、全2巻
  1. 2010年11月27日、ISBN 978-4-0486-8993-9
  2. 2011年6月27日、ISBN 978-4-0487-0753-4